# Kesälahti
Kesälahti est une ancienne municipalité de l'Est de la Finlande. Elle fait partie de la région de Carélie du Nord, dont elle est la commune la plus méridionale.
La commune a fusionné avec la ville de Kitee au 1er janvier 2013.

## Géographie
La municipalité est étranglée entre les grands lacs Pyhäjärvi à l'est et Puruvesi à l'ouest. Plus d'un tiers du territoire total est couvert par l'eau. L'essentiel de la population se concentre au village, le reste de la commune étant forestier et pratiquement inhabité.
L'axe routier principal est la nationale 6, le grand axe de l'Est du pays. La capitale régionale Joensuu est à 92 km, Imatra à 108 km, et Savonlinna à juste 70 km.

## Histoire
Si les plus anciennes traces de peuplement datent du Néolithique, la première mention écrite du lieu, en l'occurrence d'un petit village orthodoxe carélien sur l'île de Sirnitsa, date de 1556. Le traité de Teusina (1595) voit la nouvelle frontière entre la Suède et la Russie passer par Kesälahti, puis le traité de Stolbovo (1617) repousse cette frontière vers l'est. L'arrivée des suédois est aussi celle du luthéranisme, la paroisse est fondée dès 1630 malgré quelques tensions avec les orthodoxes.
Le traité de Nystad de 1721 amène encore d'importantes modifications de frontières. Kesälahti reste en Suède mais les terres au sud et à l'est se retrouvent en Russie. La frontière sud actuelle de la commune (qui est aussi la frontière entre deux régions et deux provinces), parfaitement rectiligne sur 30 km, est un vestige de ce traité. Elle n'a connu aucune modification jusqu'à une petite rectification territoriale avec Parikkala en 2006, portant sur 31 hectares.
La paroisse ne sera finalement rattachée à la Russie qu'en 1809, avec le reste de la Finlande, formant avec les communes orientales le grand-duché de Finlande.
Terre de bardes et de conteurs, elle a vu passer un certain Elias Lönnrot en 1828, et sa rencontre avec le conteur du village a marqué le point de départ de ses voyages qui ont abouti à la rédaction du Kalevala, l'épopée nationale finnoise.
Kesälahti est devenue une commune en 1873.
En 1944, à la suite de la Guerre de Continuation, les communes de Carélie situées plus à l'est sont annexées par l'Union soviétique, et Kesälahti se retrouve de nouveau à proximité de la nouvelle frontière sans être strictement frontalière (2 km au point le plus proche).